# 黒い砂漠 (オンラインゲーム)
『黒い砂漠』（くろいさばく、英: Black Desert Online, 朝: 검은사막）は、韓国のゲーム開発会社Pearl Abyssにより開発・運営されるMMORPG。

## 概要
本作は、『C9』などを手掛けたスタッフらが設立したPearl Abyssが2010年8月から3年をかけて開発し、2013年10月17日に韓国で最初のクローズドβテストが行われた。
独自のゲームエンジンを採用し、シームレスで自由度の高いオープンワールド、大規模な戦争システム、高度なパルクールアクションなどが特徴である。
日本では2012年9月7日に開発元のPearl Abyssのキム・デイルとゲームオン代表取締役のイ・サンヨプとの間に日本独占ライセンス契約が結ばれた。2015年4月1日から10日間プレオープンテストが行われ、同年5月8日に正式サービスが開始された。
ロシアでは2015年5月28日(MSK)に最初のクローズドベータテストが開始され、10月9日(MSK)には公開サービスが開始された。
2016年3月3日(UTC)には欧米サーバーがオープンし、北米と欧州で正式サービスが開始された。欧米での人気は非常に高く、サービス開始直後に有料パッケージ購入者が100万人に達したほか、10万人の同時接続数を記録した。また2017年3月3日(UTC)には欧州と北米併せて330万人のプレイヤーが存在し、56レベルを超えたキャラクターが18万以上に上ると発表された。
2016年12月7日にPearl AbyssはFacebookにおいて台湾でのサービス開始をアナウンスした。台湾サーバーはパブリッシャーを通さずにPearl Abyss自身が直営し、他国のIPアドレスをブロックしない体制であると発表された。2017年1月25日にはオープンベータテストが開始された。しかしながら、Pearl Abyssは2017年4月10日に台湾以外の地域のIPアドレスを規制すると告知した。
日本では、2020年4月24日に独占ライセンス契約を結んでいたゲームオンから開発元であるPearl Abyssへ運営が移管された。

## 沿革
2010年
- 8月 - Pearl Abyssが黒い砂漠の開発を開始。

2012年
- 9月7日 - ゲームオンのイ・サンヨプとPearlAbyssのキム・デイルとの間に日本独占ライセンス契約が結ばれ、2013年下期にサービスを開始すると発表。

2013年
- 10月1日 - 韓国で17日に始まる1次クローズドベータテストの応募が開始。

2014年
- 4月7日 - 韓国で2次クローズドベータテストの応募が開始。
- 9月 - 韓国で非公開のファイナルテストが17日から28日まで行われる。
- 12月17日 - 韓国でオープンベータテストが開始される。

2015年
- 2月27日 - 韓国で新クラス「ブレイダー」実装。キャラクタースロット1個を1マイレージで配布。
- 4月1日 - 日本で10日間のプレオープンテストが開始。
- 4月14日 - 韓国で新クラス「ヴァルキリー」が実装。
- 4月30日 - 韓国で新クラス「ツバキ」が実装。
- 5月8日 - 日本で正式サービスが開始し、同時にリトルサマナーが実装される。
- 5月29日 - 韓国で新クラス「ウィッチ」と「ウィザード」実装。
- 6月17日 - 日本で新クラス「ヴァルキリー」が実装。
- 7月15日 - 日本で大規模アップデート「朱き都と東方の風」が実装されレベルキャップが55まで解放。新エリアであるメディア地方、同名の新サーバー、GvGコンテンツである拠点戦が実装された。新クラスとして韓国型キャラクターである「ブレイダー」と「ツバキ」が追加された。
- 7月30日 - 韓国で新クラス「クノイチ」が実装。
- 8月14日 - 韓国で日本の敗戦を祝う光復節70周年を記念したイベントが16日まで実施される。
- 9月17日 - 韓国で新クラス「ニンジャ」が実装。
- 9月30日 - 日本で新クラス「ウィッチ」、「ウィザード」が実装。
- 10月22日 - 韓国でウォーリアの覚醒武器が実装。
- 11月11日 - 日本で大規模アップデート「砂塵の彼方へ駆ける影」が実装され、新クラス「クノイチ」、バレンシア地方が追加。
- 11月19日 - 韓国でソーサレスの覚醒武器が実装。
- 12月17日 - 韓国でジャイアントの覚醒武器が実装。
- 12月22日 - 日本で新クラス「ニンジャ」が実装。

2016年
- 1月16日 - 韓国でレンジャーの覚醒武器が実装。
- 1月27日 - 日本でウォーリアの覚醒武器が実装。
- 2月24日 - 日本でサーバー統合が行われ、Calpheon、Valencia、Mediaの3サーバーが1つのメガサーバーに統合される。
- 3月16日 - 日本でソーサレスの覚醒武器であるデスサイズが実装。
- 3月24日 - 韓国でヴァルキリーの覚醒武器が実装。
- 4月20日 - 日本で大規模アップデート「爆砕の巨砲と暴虐な砂漠」が実装され、ジャイアントの覚醒武器、新ダンジョン「アクマン寺院」「ヒストリア廃墟」が追加。拠点戦と占領戦の仕様が変更されたほか、ツバキの外見が向上される。
- 4月20日(UTC) - 欧米で新クラス「ブレイダー」と「ツバキ」が実装される。キャラクタースロット1個が無償配布。
- 4月21日 - 韓国でブレイダーの覚醒武器が実装。
- 5月12日 - 韓国でツバキの覚醒武器が実装。
- 5月25日 - 日本でレンジャーの覚醒武器が実装。
- 6月3日 - 韓国で4月から行われていたアバターデザインコンテストの結果が発表される。
- 6月15日 - 日本でリトルサマナーの覚醒武器が実装。
- 6月23日 - 韓国でニンジャの覚醒武器が実装。
- 7月6日 - 日本でヴァルキリーの覚醒武器が実装。
- 7月20日(UTC) - 欧米で新クラス「ニンジャ」、「クノイチ」が実装。
- 7月28日 - 韓国でクノイチの覚醒武器が実装。
- 8月3日 - 日本でブレイダーの覚醒武器が実装。
- 8月12日 - 韓国で日本の敗戦を祝う光復節のイベントが15日まで行われた。プレイヤーにゲーム内で韓国国旗を掲げるように勧め、イベントアイテムとして韓国国旗の家具やアバターを配布した。また韓国国旗を振るモーションコマンドが用意された。
- 8月24日 - 日本でツバキの覚醒武器が実装。
- 9月8日 - 韓国でウィッチの覚醒武器が実装。
- 9月12日 - 日本でニンジャの覚醒武器が実装。
- 10月12日 - 日本でクノイチの覚醒武器が実装。
- 10月3日 - 韓国でウィザードの覚醒武器が実装。
- 10月26日 - 日本でウィッチの覚醒武器が実装。
- 10月26日(UTC) - 欧米でリトルサマナーの覚醒武器が実装。
- 11月9日 - 日本でウィザードの覚醒武器が実装。
- 11月9日(UTC) - 欧米でヴァルキリーの覚醒武器が実装。
- 11月23日(UTC) - 欧米でブレイダーとツバキの覚醒武器が実装。
- 11月24日 - 日本で大型アップデート「絶海の神秘」が実装。マゴリア海や関連コンテンツが追加される。
- 12月7日(UTC) - 欧米でニンジャとクノイチの覚醒武器が実装。
- 12月8日 - 韓国で29日まで最大91%OFFの課金アイテム冬季セールが実施される。
- 12月14日 - 日本で28日まで最大40%OFFの課金アイテム年末セールが実施される。
- 12月15日 - 韓国で新クラス「ダークナイト」実装。キャラクタースロット1個を1マイレージで配布。
- 12月21日(UTC) - 欧米でウィッチとウィザードの覚醒武器が実装。

2017年
- 1月23日 - 韓国でダークナイトの覚醒武器が実装。
- 2月15日 - 日本で新クラス「ダークナイト」が実装。キャラクタスロット1個を1マイレージで配布。
- 2月23日(UTC) - 欧米で新クラス「ダークナイト」が実装。
- 4月12日(UTC) - 欧米でダークナイトの覚醒武器が実装。
- 4月20日 - 韓国で新クラス「格闘家」が実装。
- 4月26日 - 日本でダークナイトの覚醒武器が実装。アルシャの闘技場が追加される。
- 5月3日(MSK) - ロシアで大祖国戦争の勝利を記念して31日までパールアイテムのセールを実施。
- 5月9日(MSK) - ロシアで対独戦勝記念日を祝うイベントを実施。
- 5月18日 - 韓国でマイレージショップがリニューアルされ、染色剤やゴールデンベルがマイレージで購入可能となる。
- 5月24日(UTC) - 欧米で新クラス「格闘家」が実装。
- 5月25日 - 韓国で格闘家の覚醒武器が実装。
- 6月12日(MSK) - ロシアでソビエト連邦の崩壊後にロシア連邦が主権宣言を採択した日を祝って経験値イベントを実施。
- 6月21日(UTC) - 欧米で格闘家の覚醒武器が実装。

2020年
- 3月24日 - 日本向けのサービスが、ゲームオンからPearl Abyssへ移管。

## あらすじ
黒い石は古代文明において動力源として使われてきたが、一方で古代人の精神を蝕み文明を崩壊させた。
古代文明崩壊後、カルフェオン王国とバレンシア王国は黒い石が眠る黒い砂漠を巡って大規模な戦争を戦った。カルフェオン王国の領内では黒い石が無かったが、セレンディアの領内でこれが発見されたとの知らせを受けると、カルフェオン王国はセレンディア王国へと侵攻した。カルフェオン王ガイ・セリクはセレンディアの首都にあるハイデル城を奇襲攻撃によって陥落させ、セレンディア王クルシオを捕虜とした。戦争に敗北したセレンディアはカルフェオンの従属下に置かれ、黒い石が産出する地域を占領された。しかし、5年後にカルフェオン王ガイ・セリクが急死すると、戦後セレンディアの侍従長となったジョルダインは復讐の機会を探り始めた。そのような状況の中で、バレノス地方の田舎のオルビア村に古代遺物探検家のエダンが現れる。そして彼は古代遺跡の中で記憶を失った人物と出会う...。

## クラス
2019年7月の時点で実装されているクラスは18種類であり、基本的な装備に加えて56レベルを超えると覚醒武器と覚醒スキルを使用する事ができる(一部例外あり)。
クラスの性別は固定されている。性別は違うが同じスキルツリーを持つクラス、男女別で特徴が異なるスキルツリーを持つクラスも存在する。
2019年5月5日の時点でプレイヤーが保有するキャラクターのクラスの割合はダークナイト9%、レンジャー8%、リトルサマナー8%、ウィッチ8%、ラン8%、ミスティック7%、アーチャー7%、ヴァルキリー6%、ソーサレス5%、クノイチ5%、ツバキ4%、ウォーリア4%、ブレイダー4%、ニンジャ4%、格闘家4%、ウィザード3%、ジャイアント3%となっている。
ウォーリア (Warrior)
メイン武器:ソード、補助武器:シールド、覚醒武器:大剣
剣と盾を持つ近距離型のキャラクター。片手剣を使用した攻撃と盾による防御を行える攻守に優れたバランス型のキャラ、覚醒すると強力な攻撃を放つ両手持ちの大剣を使用できる。
レンジャー (Ranger)
メイン武器:ロングボウ、補助武器:ダガー、覚醒武器:精霊剣
エルフの様な外見を持つ女性キャラクター。ロングボウによる遠距離攻撃を得意とするが防御力が低い。覚醒すると精霊剣とダガーの二刀流を使用し、接近による素早い攻撃を繰り出せる。
ソーサレス (Sorceress)
メイン武器:護符、補助武器:タリスマン、覚醒武器:デスサイズ
闇の魔法を使う女性キャラ。瞬間移動などの操作難易度が高いスキルが多く、遠距離と近距離の攻撃を使い分けながら戦う。覚醒すると大きな鎌を使用し、広範囲の敵を攻撃できるようになる。
ジャイアント (Berserker)
メイン武器:アックス、補助武器:組み糸飾り、覚醒武器:バスターガントレ
両手に2本の斧を持つインファイター型のキャラ。豪快なアクションによる範囲攻撃が特徴。覚醒すると高火力の大砲を内蔵したバスターガントレを使用できる。
リトルサマナー (Tamer)
メイン武器:小剣、補助武器:装身具、覚醒武器:天聖棍
笛型の鞘を持つ小剣で戦う東洋系の少女。騎乗できる黒い狼を召喚し、共に戦うことができる。上記のクラスの中では最も体力が低いが、素早い動きで相手をダウンさせて追撃を加える戦闘スタイルが特徴。サムライスピリッツのキャラクターであるナコルルをコンセプトに開発されたクラスであり、狼を連れている東洋人といった紫ナコルルの特徴が表れている。覚醒すると天聖棍を使用した棍術を駆使して広範囲の敵を攻撃できる。
ヴァルキリー (Valkyrie)
メイン武器:ソード、補助武器:シールド、覚醒武器:ランス
ウォーリアの女性版として開発されたが女性ゲーマーが好むように神聖魔法による回復スキルなどが追加されている。攻守のバランスに優れているだけでなく、魔法を使用した範囲攻撃も行うことができる。覚醒すると前方範囲攻撃を特徴とするランスを使用できる。
ツバキ/ブレイダー (Maehwa/Musa)
メイン武器:刀剣、補助武器:角弓、覚醒武器:花月槍/武神刀
素早い動きで一撃離脱を得意とするクラス。このクラスは韓国で侍の起源であると主張されるサウラビが用いた海東剣道や日本の剣道の起源になったと主張される本国剣法をモデルにして作成された古代韓国の戦士である。容貌も韓国人に近いため、韓流スターの顔を作ることも可能である。男女で実装された初めてのクラスであり、ブレイダーは範囲攻撃、ツバキは単体攻撃に向いているもののスキル構成はほぼ同じである。高速移動が可能なスキルを無制限に使用できるため、遠距離から弓で気絶させた後に高速移動で接近して連続したコンボ攻撃を行った後に高速移動スキルで脱出するなどのヒットアンドウェイを得意とする。覚醒するとブレイダーは武神刀と呼ばれる大刀を装備し、素早く移動しながら広範囲の敵をなぎ倒す攻撃を繰り出せる。一方のツバキは花月槍と呼ばれる槍を装備し、単体の敵に対して致命的なダメージのある前方攻撃を行えるようになる。韓国型キャラクターである本クラスは意図的な弱体化を行わずに義理を果たすと明言されている。
ウィッチ/ウィザード (Witch/Wizard)
メイン武器:スタッフ、補助武器:ダガー、覚醒武器:アドソウル/ゴッドソウル
遠距離の魔法攻撃を主体とするクラス。既存のソーサレスと違って完全な遠距離攻撃が主体のクラスであり、長い詠唱時間のある高火力の魔法を特徴とする。攻撃だけでなく仲間を回復させる魔法や防御力を上げるサポートスキルも使用する事ができる。一方で防御力は低く、スキルのクールタイムも長いため回避スキルなどをうまく利用しなくてはならない。覚醒するとウィッチはアドソウルと呼ばれる水晶玉のような球体を両手に装備し、雷と土の精霊による魔法を放つことができる。一方のウィザードはゴッドソウルを装備し、強力な水と炎の魔法を用いて戦う。
ニンジャ/クノイチ (Ninja/Kunoichi)
メイン武器:小剣、補助武器:手裏剣/苦無、覚醒武器:修羅刀/月輪刀
隠れ身や素早いコンボ攻撃を主体とする暗殺者クラス。姿を消すスキルや移動スキルなどを駆使する接近攻撃が主体で、操作難易度は高い。実装は以前から予定されていた物であり、日本での売り上げが好調である事とは関係が無いと開発者は述べた。56レベルになるとニンジャは6本の日本刀から次々と抜刀術を繰り出して戦う本物の武士に覚醒する。クノイチは月輪刀と呼ばれるフラフープのような大きさのチャクラムを装備し、広範囲の敵を踊るように攻撃するスタイルとなる。
ダークナイト (Dark Knight)
メイン武器:太刀、補助武器:組み糸飾り、覚醒武器:ベディアント
当初はダークエルフという名前で開発されていたクラス。もともとはレンジャーと同じ種族であったが、法と自然を重んじるレンジャーの一派に対してダークナイトは自然を消滅させる闇の力を追及して別の道を歩んだ種族とされる。きわめて長い両手持ちの太刀を縦横無尽に振り回して接近攻撃を行うほか、闇の魔法で遠距離から攻撃することも可能である。防御よりも相手の隙を伺いながら強力なスキルを放つ攻撃重視のスタイルが特徴である。覚醒するとベディアントと呼ばれる黒曜石のような外見をした剣を召喚して戦う。ベディアントは接近スキルにおいて両手にもつ二本の短剣や両手持ちの長剣へと姿を変えるが、遠距離からの魔法スキルにおいては空から降る無数の剣へと姿を変える。
格闘家/ミスティック (Kakutohka / Mystic)
メイン武器:手甲、補助武器:腕甲、覚醒武器:闘神甲 / 蒼龍甲
素手という、超近接戦闘で戦う。格闘家およびミスティックは東方へ修行に行き、同じ師匠の元で修行をした過去を持つ。
ラン (Lahn)
メイン武器:半月錘、補助武器:古剣、覚醒武器:血柳刃
空中を飛ぶスキルを持ち、戦場内の移動や高所からの飛び降りなど、移動に便利である。
アーチャー (Archer)
メイン武器:クロスボウ、補助武器:マギアグローブ、覚醒武器:グランドボウ
最初からメイン武器、覚醒武器を持つことができる。またカーマスリブの根を守る監視者である。
シャイ (Shai)
メイン武器:フローラン、補助武器:ビツアリ、楽器(覚醒武器):ソル
様々なバフを敵、味方にに与えるスキルを持つ。他のキャラクターでいう「覚醒」は「才能開花」という名前であり、「トリン」「テュテュ」「トコン」の3種類の楽器を用いる。フローリン村の村長、バレンタインが森の中で拾った子でフローリン村で大切に育てられた。
ガーディアン (Guardian)
メイン武器:バトルアックス、補助武器:シールド
攻撃速度は他のクラスより遅めであるが、強力な一撃を与える。かつては果のない冬の山に居たが、下りてきた女性戦士。
ハサシン（Hashashin)
メイン武器：砂曲刀、補助武器：禁戒、覚醒武器：誅殺刀
近接戦闘タイプ。非常に素早い動きで敵を攪乱し、砂嵐も操る。また、砂漠の移動が速いという特性がある。
ノヴァ(Nova）
メイン武器:モーニングスター、補助武器:クラトゥム、覚醒武器:スティング
モーニングスターと盾を主体として戦う。覚醒すると針の様に鋭いスティングを使い、手数の多い範囲攻撃スキルを繰り出す。星の息吹という力を使用して、自身の攻撃や移動をより素早くできる(覚醒)。
生まれはカルフェオン王国。
セージ（Sage)
メイン武器:カイヴ、補助武器:タリスマン、覚醒武器:キベリウス
最後の古代人という設定で、カイヴという物体で魔法攻撃を繰り出す。覚醒すると雷の力を持つキベリウスという槍武器を使い、火力の高い範囲攻撃や近接攻撃が特徴。
かつて、伝承状態にて使える「強:亀裂の環」という移動スキルが使うたびに無敵(ダメージを受けない)状態を維持できたり、前方を主体とする「強:大崩壊」という範囲攻撃スキルが実装されていた。しかし、大規模な対人戦闘におけるキル/デスのレートが他職より約2.5倍高いという驚異の性能を誇っていた為、2021年5月7日に調整され「強:亀裂の環」スキルの無敵状態がクールタイム中無適用となった。
コルセア(Corsair)
メイン武器：セレナカ、補助武器：マレカ　覚醒武器：パトラカ
パトリジオの娘という設定。人魚に変身したり、ロマンクジラを操ったりする。覚醒武器はカラスの巣の濃霧を操る近接武器であるが、銛を放ち、遠距離武器としても使用できる。また自身が率いるパタパタ海賊団のボスとして、ラッコ族の団員を召喚することもできる。
水中移動が早く、長時間の潜水も可能な特性がある。
ドラカニア(Dorakania)